# Faye-la-Vineuse
Faye-la-Vineuse is een gemeente in het Franse departement Indre-et-Loire (regio Centre-Val de Loire) en telt 285 inwoners (1999). De plaats maakt deel uit van het arrondissement Chinon.

## Geografie
De oppervlakte van Faye-la-Vineuse bedraagt 17,2 km², de bevolkingsdichtheid is 16,6 inwoners per km².
De onderstaande kaart toont de ligging van Faye-la-Vineuse met de belangrijkste infrastructuur en aangrenzende gemeenten.

## Demografie
Onderstaande figuur toont het verloop van het inwonertal (bron: INSEE-tellingen).